# Andréas Hountondji
Andréas Houndondji (Montry, 11 luglio 2002) è un calciatore beninese con cittadinanza francese, attaccante dello St. Pauli, in prestito dal Burnley, e della nazionale beninese.

## Carriera

### Club
Hountondji ha iniziato a giocare a calcio nel club locale del Cosmo 77, poi è passato al Quincy-Voisins ed al Meaux. Dopo un periodo al Torcy è entrato a far parte del settore giovanile del Caen nel gennaio 2019. Aggregato inizialmente al Caen 2, il 16 novembre 2019 ha fatto il suo esordio in prima squadra giocando titolare contro il Mûrs-Erigné in Coppa di Francia. Il 20 luglio 2021 ha firmato il suo primo contratto da professionista della durata di tre anni. Il 10 aprile 2021 ha segnato il suo primo gol contro il Grenoble, in Ligue 2.
Il 23 giugno 2022 ha prolungato il suo contratto fino a giugno 2025 e quattro giorni più tardi è stato prestato al Quevilly-Rouen. A metà stagione il trasferimento è stato interrotto ed è passato con la stessa formula all'Orléans fino al termine della stagione.

### Nazionale
Nato in Francia da genitori di origine beninese, Il 6 giugno 2023 è stato convocato per la prima volta dalla nazionale beninese in vista dell'incontro di qualificazione per la Coppa d'Africa 2023 contro il Senegal. Ha debuttato il 17 giugno entrando in campo nel secondo tempo al posto di Steve Mounié.
L'11 ottobre 2024 realizza il suo primo gol nel successo per 3-0 contro il Ruanda.

## Statistiche

### Presenze e reti nei club
Statistiche aggiornate al 3 novembre 2024.
| Stagione        | Squadra          | Campionato      | Campionato | Campionato | Coppe nazionali | Coppe nazionali | Coppe nazionali | Coppe continentali | Coppe continentali | Coppe continentali | Altre coppe | Altre coppe | Altre coppe | Totale | Totale | Totale |
| Stagione        | Squadra          | Comp            | Pres       | Reti       | Comp            | Pres            | Reti            | Comp               | Pres               | Reti               | Comp        | Pres        | Reti        | Pres   | Reti   |        |
| --------------- | ---------------- | --------------- | ---------- | ---------- | --------------- | --------------- | --------------- | ------------------ | ------------------ | ------------------ | ----------- | ----------- | ----------- | ------ | ------ | ------ |
| 2019-2020       | Caen 2           | N3              | 14         | 5          | -               | -               | -               | -                  | -                  | -                  | -           | -           | -           | 14     | 5      |        |
| 2020-2021       | Caen 2           | N2              | 9          | 2          | -               | -               | -               | -                  | -                  | -                  | -           | -           | -           | 9      | 2      |        |
| 2021-2022       | Caen 2           | N2              | 5          | 4          | -               | -               | -               | -                  | -                  | -                  | -           | -           | -           | 5      | 4      |        |
| Totale Caen 2   | Totale Caen 2    | Totale Caen 2   | 28         | 11         |                 | -               | -               |                    | -                  | -                  |             | -           | -           | 28     | 11     |        |
| 2019-2020       | Caen             | L2              | 0          | 0          | CF              | 1               | 0               |                    | -                  | -                  |             | -           | -           | 1      | 0      |        |
| 2020-2021       | Caen             | L2              | 6          | 1          | CF              | 0               | 0               | -                  | -                  | -                  | -           | -           | -           | 6      | 1      |        |
| 2021-2022       | Caen             | L2              | 25         | 1          | CF              | 1               | 0               | -                  | -                  | -                  | -           | -           | -           | 26     | 1      |        |
| Totale Caen     | Totale Caen      | Totale Caen     | 31         | 2          |                 | 2               | 0               |                    | -                  | -                  |             | -           | -           | 33     | 2      |        |
| 2022-gen. 2023  | Quevilly-Rouen 2 | N3              | 3          | 1          | -               | -               | -               | -                  | -                  | -                  | -           | -           | -           | 3      | 1      |        |
| 2022-gen. 2023  | Quevilly-Rouen   | L2              | 7          | 0          | CF              | 1               | 0               | -                  | -                  | -                  | -           | -           | -           | 8      | 0      |        |
| gen.-giu. 2023  | Orléans          | N1              | 15         | 6          | CF              | -               | -               | -                  | -                  | -                  | -           | -           | -           | 15     | 6      |        |
| 2023-2024       | Rodez            | L2              | 34+2       | 14         | CF              | 3               | 2               | -                  | -                  | -                  | -           | -           | -           | 39     | 16     |        |
| 2024-2025       | Burnley          | FCL             | 7          | 1          | FACup+CdL       | 0+1             | 0               | -                  | -                  | -                  | -           | -           | -           | 8      | 1      |        |
| Totale carriera | Totale carriera  | Totale carriera | 125+2      | 35         |                 | 7               | 2               |                    | -                  | -                  |             | -           | -           | 134    | 37     |        |

### Cronologia presenze e reti in nazionale
| Cronologia completa delle presenze e delle reti in nazionale ― Benin | Cronologia completa delle presenze e delle reti in nazionale ― Benin | Cronologia completa delle presenze e delle reti in nazionale ― Benin | Cronologia completa delle presenze e delle reti in nazionale ― Benin | Cronologia completa delle presenze e delle reti in nazionale ― Benin | Cronologia completa delle presenze e delle reti in nazionale ― Benin | Cronologia completa delle presenze e delle reti in nazionale ― Benin | Cronologia completa delle presenze e delle reti in nazionale ― Benin |
| Data                                                                 | Città                                                                | In casa                                                              | Risultato                                                            | Ospiti                                                               | Competizione                                                         | Reti                                                                 | Note                                                                 |
| -------------------------------------------------------------------- | -------------------------------------------------------------------- | -------------------------------------------------------------------- | -------------------------------------------------------------------- | -------------------------------------------------------------------- | -------------------------------------------------------------------- | -------------------------------------------------------------------- | -------------------------------------------------------------------- |
| 17-6-2023                                                            | Cotonou                                                              | Benin                                                                | 1 – 1                                                                | Senegal                                                              | Qual. Coppa d'Africa 2023                                            | -                                                                    | 71’                                                                  |
| 9-9-2023                                                             | Maputi                                                               | Mozambico                                                            | 3 – 2                                                                | Benin                                                                | Qual. Coppa d'Africa 2023                                            | -                                                                    | 69’                                                                  |
| 14-10-2023                                                           | Khouribga                                                            | Benin                                                                | 1 – 1                                                                | Sierra Leone                                                         | Amichevole                                                           | -                                                                    |                                                                      |
| 17-10-2023                                                           | Casablanca                                                           | Madagascar                                                           | 2 – 1                                                                | Benin                                                                | Amichevole                                                           | -                                                                    |                                                                      |
| 18-11-2023                                                           | Durban                                                               | Sudafrica                                                            | 2 – 1                                                                | Benin                                                                | Qual. Mondiali 2026                                                  | -                                                                    | 46’                                                                  |
| 21-11-2023                                                           | Durban                                                               | Lesotho                                                              | 0 – 0                                                                | Benin                                                                | Qual. Mondiali 2026                                                  | -                                                                    | 69’                                                                  |
| 23-3-2024                                                            | Amiens                                                               | Costa d'Avorio                                                       | 2 – 2                                                                | Benin                                                                | Amichevole                                                           | -                                                                    | 73’                                                                  |
| 26-3-2024                                                            | Amiens                                                               | Senegal                                                              | 1 – 0                                                                | Benin                                                                | Amichevole                                                           | -                                                                    | 78’                                                                  |
| 7-9-2024                                                             | Uyo                                                                  | Nigeria                                                              | 3 – 0                                                                | Benin                                                                | Qual. Coppa d'Africa 2025                                            | -                                                                    | 78’                                                                  |
| 11-10-2024                                                           | Abidjan                                                              | Benin                                                                | 3 – 0                                                                | Ruanda                                                               | Qual. Coppa d'Africa 2025                                            | 1                                                                    | 53’ 65’                                                              |
| 15-10-2024                                                           | Kigali                                                               | Ruanda                                                               | 2 – 1                                                                | Benin                                                                | Qual. Coppa d'Africa 2025                                            | 1                                                                    | 64’                                                                  |
| 14-11-2024                                                           | Abidjan                                                              | Benin                                                                | 1 – 1                                                                | Nigeria                                                              | Qual. Coppa d'Africa 2025                                            | -                                                                    | 82’                                                                  |
| 18-11-2024                                                           | Tripoli                                                              | Libia                                                                | 0 – 0                                                                | Benin                                                                | Qual. Coppa d'Africa 2025                                            | -                                                                    | 79’ 87’                                                              |
| 20-3-2025                                                            | Harare                                                               | Zimbabwe                                                             | 2 – 2                                                                | Benin                                                                | Qual. Mondiali 2026                                                  | -                                                                    |                                                                      |
| 25-3-2025                                                            | Abidjan                                                              | Benin                                                                | 0 – 2                                                                | Sudafrica                                                            | Qual. Mondiali 2026                                                  | -                                                                    | 46’                                                                  |
| Totale                                                               |                                                                      | Presenze                                                             | 15                                                                   |                                                                      | Reti                                                                 | 2                                                                    |                                                                      |